# Hulmerist
Hulmerist è una raccolta di video musicali del cantante inglese Morrissey.
Pubblicata dalla EMI, nel giugno del 1990 in formato VHS ed in seguito anche in versione DVD, il 31 maggio del 2004.

## Realizzazione
Raccoglie cinque video promozionali del cantante, realizzati nel biennio 1988/1990 (e tutti diretti da Tim Broad), più la performance live di Sister I'm a Poet tratta dal concerto di Wolverhampton del 22 dicembre 1988. Tutti i video sono intervallati da filmati di fan in fila prima dei concerti di Morrissey.
Il titolo è un gioco di parole tra Hulme, il sobborgo di Manchester residenza d'infanzia di Morrissey, e la parola humourist (umorista). La copertina ritrae Morrissey fotografato da Barry Plummer.

## Tracce
1. The Last of the Famous International Playboys
2. Sister I'm a Poet (live in Wolverhampton, 22 dicembre 1988)
3. Everyday Is Like Sunday
4. Interesting Drug
5. Suedehead
6. Ouija Board, Ouija Board
7. November Spawned a Monster